# Heart to Heart International
Heart to Heart International (рус. Сердце к Сердцу) — глобальная гуманитарная организация, которая работает для улучшения здоровья и помощи жертвам стихийных бедствий. Базируется в США.

## История
Идея создания Heart to Heart International возникла в 1986 году. Тогда доктор Гари Морш (англ. Dr. Gary Morsch) и другие члены Ротари Интернешнл проводили миссию по доставке лекарств после аварии на Чернобыльской АЭС в СССР. После этого Гари основал организацию, которая помогала бедным людям по всему миру. В первые 12 лет существования, Heart to Heart International потратили $387 131 297 на гуманитарную помощь. Штаб квартира Heart to Heart располагается в городе Олет (англ. Olathe) в Канзасе.

## Программы

### Внутренние программы
Heart to Heart International действует в ряде городов на территории Соединенных Штатов, добровольцы из организации помогают бедным и нуждающимся, к которым относятся бездомные, жертвы насилия и жестокого обращения, пожилые люди и люди, не имеющие доступ к медицинской помощи. Heart to Heart также организует ежегодный Национальный день общественных работ.

### Международные программы
За последние 3 года организация проводила программы в следующих странах.
- Восточная Азия и Тихоокеанский регион: Камбоджа, Китай, Восточный Тимор, Фиджи, Федеративные Штаты Микронезии, Индия, Северная Корея, Папуа-Новая Гвинея, Филиппины, Шри-Ланка и Вьетнам
- Европа и Центральная Азия: Афганистан, Армения, Беларусь, Болгария, Косово, Кыргызстан, Молдова, Пакистан, Грузия, Румыния, Таджикистан и Украина
- Африка: Ангола, Бенин, Буркина-Фасо, Камерун, Чад, Кот-д’Ивуар, Демократическая Республика Конго, Южная Африка, Судан, Танзания, Того, Уганда, Замбия и Зимбабве .
- Латинская Америка и Карибский бассейн: Белиз, Боливия, Бразилия, Коста-Рика, Куба, Доминиканская Республика, Эквадор, Сальвадор, Гватемала, Гаити, Гондурас, Ямайка, Мексика, Никарагуа, Панама, Парагвай, Перу, Сент-Винсент и Гренадины

## Проекты
- Узбекистан: а октябре 2002 года организация совместно Physicians with Heart Airlifts собрала $10 миллионов на медицинскую помощь Узбекистану
- Ближний Восток: Heart to Heart International в настоящее время имеет команды, расположенные на Кипре и в Иордании. Они занимаются очисткой воды и оказывают медицинскую помощь беженцам.
- Индонезия: когда землетрясение с магнитудой 6,2 произошло на индонезийском острове Ява, Heart to Heart International отправила команды добровольцев в города Джакарта и Бантул. Добровольцы предоставляют воду и медикаменты нуждающимся.
- США: после удара урагана Катрина, Heart to Heart International стала одной из первых гуманитарных организаций, принявших участие в помощи пострадавшим по берегам Мексиканского залива. Организация заслала в местные клиники примерно по 100 человек, которые бесплатно проводили операции. Также Heart to Heart открыла там свою клинику.
- КНР: после землетрясения в провинции Сычуань в Китае, Heart to Heart отреагировала одной из первых. Она организовала командный центр по аварийным работам столице провинции Чэнду и оказывала помощь в пострадавших районах.
- Таджикистан: 25 октября 2005 года организация собрала $8 миллионов на медицинскую помощь в Таджикистане